# Yên Trang công
Yên Trang công (chữ Hán: 燕莊公; trị vì: 690 TCN-658 TCN), là vị vua thứ 18 của nước Yên - chư hầu nhà Chu trong lịch sử Trung Quốc.
Ông là con của Yên Hoàn hầu- vị vua thứ 17 nước Yên, không rõ tên thật của ông. Năm 691 TCN, Yên Hoàn hầu mất, Yên Trang công lên nối ngôi.

## Chống nhà Chu
Năm 675 TCN, thiên tử nhà Chu lúc đó là Chu Huệ Vương chiếm đoạt vườn tược của các đại thần làm chỗ thả dã thú. Đại thần Biên Bá (边伯) bất mãn, cùng 4 đại thần khác chống lại vua Chu. Yên Trang công và Vệ Huệ công hùa với Biên Bá, hợp quân đánh Chu Huệ vương. Huệ vương bỏ chạy về đất Ôn nương nhờ nước Trịnh. Biên Bá lập vương tử Đồi lên ngôi vua. Năm 673 TCN, Trịnh Lệ công cùng Quắc công đem quân đánh bại quân Yên và Vệ, đưa Huệ Vương phục vị.

## Nhờ Tề đánh bại Sơn Nhung
Năm 664 TCN, Sơn Nhung đem quân đánh Yên nhằm thôn tính nước Yên. Yên Trang công không địch nổi, sai sứ sang cầu viện bá chủ chư hầu là Tề Hoàn công. Vua Tề đem quân đội sang cứu, lấy lý do cứu Yên xuất quân chinh phạt Sơn Nhung, nhân cơ hội đó cũng đánh chiếm và tiêu diệt các quốc gia/bộ lạc du mục phương bắc khác như Cô Trúc, Lệnh Chi (令支), Vô Chung (无终).
Khi Tề Hoàn công về nước giao lại đất đai mấy nước bị diệt cho Yên Trang công. Từ đó bờ cõi nước Yên được mở rộng thành một nước lớn và từ đó mới có đường giao thông với các nước trung nguyên, vì trước đó bị tộc Sơn Nhung ngăn trở. Yên Trang công thi hành chính sách của Thiệu công Thích khiến nước Yên được ổn định.

## Qua đời
Năm 658 TCN, Yên Trang công qua đời. Ông làm vua được 33 năm. Con ông là Yên Tương công lên nối ngôi.